# Neopomphale erecta
Neopomphale erecta is een vliesvleugelig insect uit de familie Eulophidae. De wetenschappelijke naam is voor het eerst geldig gepubliceerd in 2003 door Hansson & LaSalle.